# Inge Birgit Hansen
Inge Birgit Anker Hansen (* 1927; † 20. November 2009) war eine dänische Badmintonspielerin. 

## Karriere
Hansen gewann 1954 bei den dänischen Einzelmeisterschaften das Mixed mit Finn Kobberø. Im gleichen Jahr standen beide im Finale der All England. Vier weitere dänische Titel erkämpfte sie sich 1956, 1959, 1960 und 1961. 1959 siegte sie bei den All England.

## Sportliche Erfolge
| Saison    | Veranstaltung                         | Disziplin   | Platz | Name                                                             |
| --------- | ------------------------------------- | ----------- | ----- | ---------------------------------------------------------------- |
| 1953/1954 | Dänemark: Einzelmeisterschaften       | Mixed       | 1     | Finn Kobberø / Inge Birgit Anker Hansen, Københavns BK           |
| 1954      | All England                           | Mixed       | 2     | Finn Kobberø / Inge Birgit Hansen                                |
| 1955/1956 | Dänemark: Einzelmeisterschaften       | Damendoppel | 1     | Aase Winther / Inge Birgit Anker Hansen, Københavns BK           |
| 1958/1959 | Dänemark: Einzelmeisterschaften       | Mixed       | 1     | Poul-Erik Nielsen, Skovshoved IF / Inge Birgit Anker Hansen, KBK |
| 1959      | All England                           | Mixed       | 1     | Poul-Erik Nielsen / Inge Birgit Hansen                           |
| 1959/1960 | Dänemark: Einzelmeisterschaften       | Damendoppel | 1     | Aase Winther / Inge Birgit Anker Hansen, Københavns BK           |
| 1960      | All England                           | Mixed       | 2     | Poul Erik Nielsen / Inge Birgit Hansen                           |
| 1960      | All England                           | Damendoppel | 2     | Kirsten Thorndahl / Inge Birgit Hansen                           |
| 1960/1961 | Dänemark: Einzelmeisterschaften       | Mixed       | 1     | Poul-Erik Nielsen, Skovshoved IF / Inge Birgit Anker Hansen, KBK |
| 1962      | All England                           | Mixed       | 2     | Poul Erik Nielsen / Inge Birgit Hansen                           |
| 1962/1963 | Dänemark: Einzelmeisterschaften       | Mixed       | 2     | Poul-Erik Nielsen, Skovshoved IF / Inge Birgit Anker Hansen, KBK |
| 1992/1993 | Dänemark: Seniorenmeisterschaften 60+ | Mixed       | 1     | Poul-Erik Nielsen, Skovshoved / Inge Birgit Anker Hansen, KBK    |
| 1993/1994 | Dänemark: Seniorenmeisterschaften 60+ | Mixed       | 1     | Poul-Erik Nielsen, Skovshoved / Inge Birgit Anker Hansen, KBK    |
| 1994/1995 | Dänemark: Seniorenmeisterschaften 60+ | Mixed       | 1     | Inge Birgit Anker Hansen, KBK / Poul Erik Nielsen, Skovshoved    |
| 1997/1998 | Dänemark: Seniorenmeisterschaften 65+ | Mixed       | 1     | Poul-Erik Nielsen, Skovshoved / Inge Birgit Anker Hansen, KBK    |